# Prümer Kalkmulde

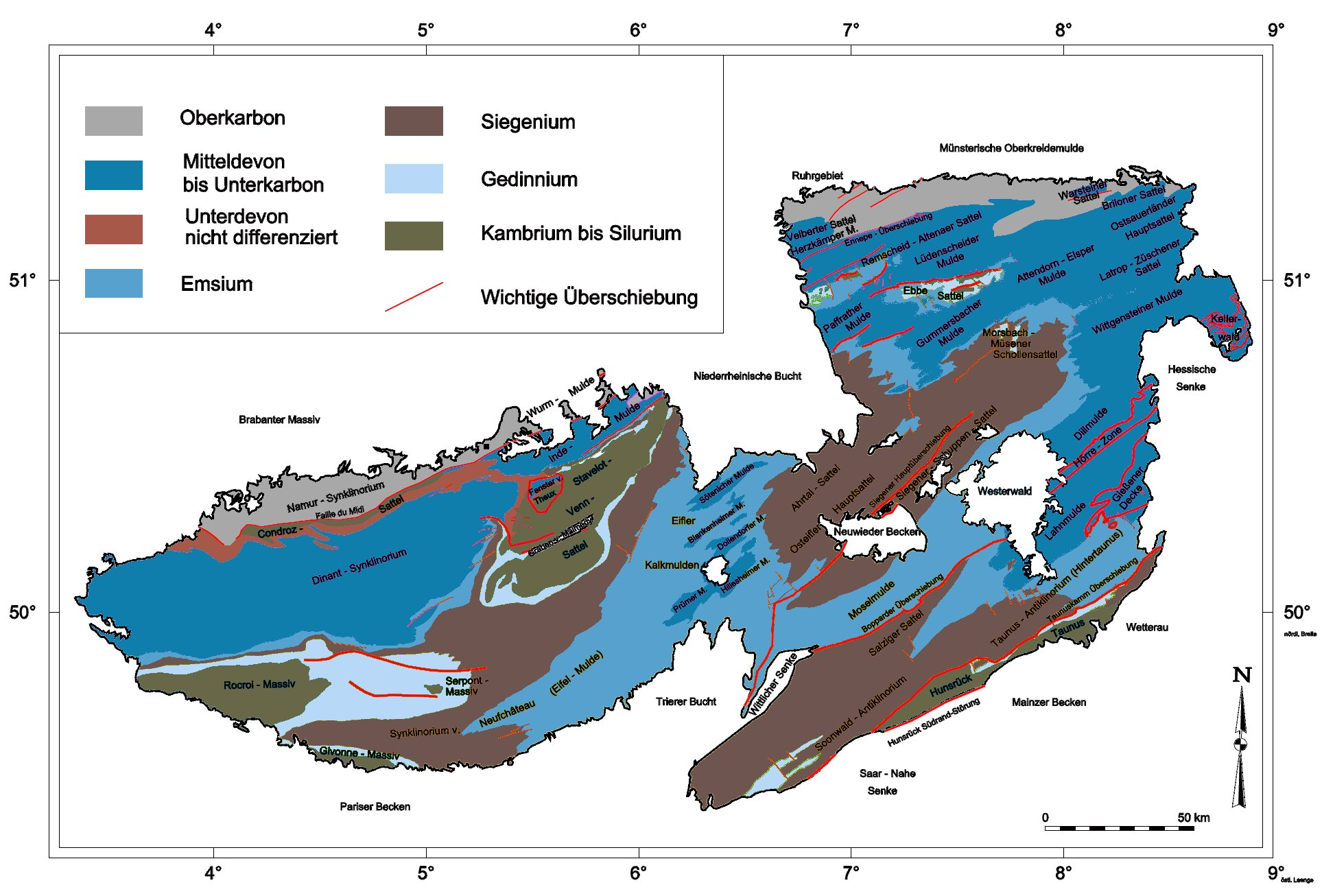
Die Kalkmulden der Eifel auf der Linie zwischen niederrheinischer Bucht im Norden und Trierer Bucht im Süden.

Die Prümer Kalkmulde oder Prümer Mulde ist ein Landschaftsraum der südlichen Kalkeifel, die wiederum der Eifel zugeordnet wird. Das Gebiet liegt im Bundesland Rheinland-Pfalz. Die Prümer Kalkmulde ist mit 240 km² die größte der Eifelkalkmulden. In ihr mischen sich aus devonischen Saum- oder Barriereriffen am Rand des rhenoherzynischen Beckens entstandenes Dolomitgestein mit Gesteinen aus anderen erdgeschichtlichen Perioden. Die Benennung erfolgte nach dem größten Ort im Gebiet, der Stadt Prüm und dem Fluss Prüm, dessen von Nordosten nach Südwesten verlaufendes rechtes Flussufer die westliche Grenze der Mulde markiert. Im Osten erstreckt sich die Mulde bis über die Ortschaft Büdesheim hinaus bis dicht an die Gerolsteiner Mulde und die Hillesheimer/Ahrdorfer Mulde, deren Grenzen sich unklar im Oberbettinger Buntsandsteingebiet treffen. Im Südwesten erstreckt sich die Mulde von Schönecken mit den offenliegenden Felsformationen der Schönecker Schweiz in Richtung Daleiden. Das Gebiet liegt auf einer mittleren Höhe von 500 bis 550 Metern über dem Meeresspiegel.

## Geologie
Nach Nordosten folgen, getrennt durch das Oberbettinger Buntsandsteingebiet die Hillesheimer/Ahrdorfer Mulde. Nach Osten grenzt die Prümer Mulde an die flache Gerolsteiner Kalkmulde, in der neben Buntsandstein auch noch die Reste des quartären Vulkanismus zutage liegen. Nach Süden hin folgt die Salmerwald Mulde. Nach Südwesten entwickeln sich aus der Prümer Mulde im deutsch-luxemburgischen Grenzgebiet die Daleidener Muldengruppe mit Gesteinen aus dem Oberemsium in den Muldenkernen. Nach Norden hin ist das Gebiet schließlich durch schmale Sättel getrennt die Dollendorfer, die Rohrer, die Blankenheimer und die Sötenicher Mulde.
Geologisch handelt es sich bei der Prümer Kalkmulde um die südwestliche Fortsetzung der Hillesheimer Mulde. Die Verbindung zwischen den Mulden wird durch das Oostal und das Kylltal gebildet, die durch Ablagerungen aus der Trias und quartäre Vulkane bedeckt sind. Als einzige der Eifler Kalkmulden finden sich im Kern der Prümer Mulde noch Reste aus dem Oberdevon. Diese finden sich in einem ca. 6 × 2 km großen Gebiet in der Nordostecke der Mulde in der Nähe von Büdesheim.:9
Emanuel Kayser beschrieb 1871 die Grenzen der Prümer Mulde sowie der anderen Eifelmulden. Die Forschungen wurden durch Persönlichkeiten wie Emma Richter sowie deren Ehemann Rudolf beide im Auftrag des Senckenberg Instituts, Anfang des 20. Jahrhunderts detailliert. Emma wurde die führende Kapazität im Bereich der Trilobitenforschung. Ihre Arbeiten wurde durch Forscher wie Karl Krömmelbein und Wolfgang Struve fortgeführt und erweitert. Das Senckenberginstitut erwarb sich durch diese Arbeiten den Ruf einer Hochburg der Devon-Forschung zu sein. Auf diese Forschungen geht auch der 1937 aufgeschlossene Wetteldorfer Richtschnitt im Süden der Prümer Mulde zurück, der durch die International Commission on Stratigraphy 1981 auf der Basis fossiler Conodonten als Referenzlokalität für die Grenze zwischen Unter- und Mitteldevon, also Emsium und Eifelium, festgelegt wurde. Es war der erste offizielle GSSP in Deutschland. Seit 2021 gibt es einen zweiten GSSP im Kalksteinbruch Salzgitter-Salder zur Bestimmung der Turonium-Coniacium-Grenze. Die devonischen Schichtenfolgen der Eifler Kalkmulden wurden in den folgenden Jahren weiter erforscht, so dass Wilhelm Meyer 1994 schließlich ein Standardwerk über die Eifel veröffentlichen konnte, in welchem die Ergebnisse ein übergreifendes und umfassendes Bild der Entstehung des Mittelgebirges im Allgemeinen und der Kalkmulden im Speziellen abbilden.

## Landschaftsbild

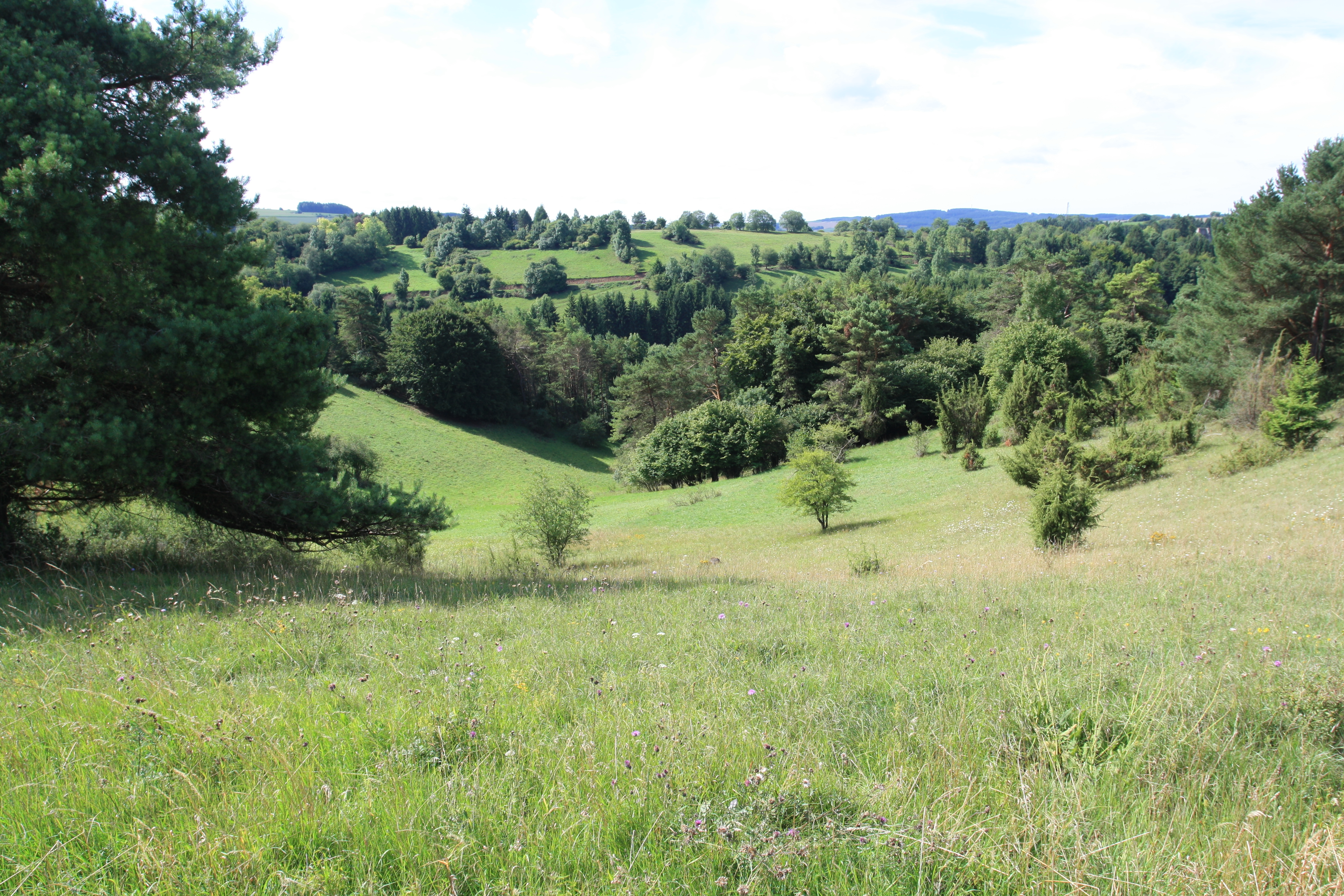
Das Aubachtal in der Schönecker Schweiz im August 2017

Die schüsselförmige Prümer Mulde wird durch einen zentralen Rücken aus Dolomitgestein geprägt, der von Mergelschichten umgeben ist. Der größte Teil der Prümer Kalkmulde wird landwirtschaftlich als Grünland genutzt. Bewaldet sind einzelne Bereich im Zentrum der Mulde. Laubwald überwiegt, wobei Trocken- und Gesteinshaldenwälder charakteristisch für die Landschaft sind. Die im Süden der Mulde gelegene Schönecker Schweiz ist ein Naturschutzgebiet mit einer abwechslungsreichen, kalkliebenden Vegetation. Hier findet man verstreut in den lichten Buchenwäldern große, das Landschaftsbild prägende Dolomitblöcke. Die fruchtbaren Talböden eignen sich für Landwirtschaft, so dass die Landschaft schon früh besiedelt wurde, wie megalithische Steinsetzungen in der Nähe von Wallersheim oder die Funde aus dem Moustérien im Buchenloch der benachbarten Gerolsteiner Mulde beweisen.